# Marta Hubicka
Marta Hubicka (ur. 5 maja 1877 w Nasielsku, zm. 21 grudnia 1935 w Warszawie) – nauczycielka, krajoznawczyni, prezeska Oddziału Polskiego Towarzystwa Krajoznawczego w Kielcach, przewodniczka po Górach Świętokrzyskich, autorka artykułów i publikacji o Ziemi Kieleckiej, działaczka społeczna.

## Życiorys
Była córką Mirosława i Teofili z Romerów. Na skutek represji po powstaniu styczniowym rodzina przeniosła się do Lwowa. Tam ukończyła Zakład Wychowawczy Sióstr Sakramentek. W 1896 roku rozpoczęła pracę nauczycielki w szkole w Zakopanem, a następnie w Niepołomicach. Po zdaniu we Lwowie egzaminu kwalifikacyjnego i wydziałowego, 1 września 1919 roku rozpoczęła pracę w Państwowym Seminarium Nauczycielskim Męskim w Kielcach, gdzie do emerytury uczyła języka polskiego i historii. Młodzież wychowywała w duchu patriotyzmu, propagując krajoznawstwo i zamiłowanie do historii. Organizowała odczyty, wycieczki – wspólnie z innym nauczycielem tej szkoły Edmundem Massalskim. Opiekowała się szkolnym Kołem Historyczno-Krajoznawczym im. Stanisława Staszica. Podarowała uczniom aparat fotograficzny, dzięki czemu odbył się kurs fotograficzny. Z jej inspiracji członkowie koła gromadzili okazy etnograficzne i materiały do zbiorów regionalnych. Wspólnie z Edmundem Massalskim prowadziła zajęcia teoretyczne na kursie przewodników turystycznych po Górach Świętokrzyskich, zorganizowanym dla członków szkolnego koła krajoznawczego. Jednym z jej wychowanków był późniejszy krajoznawca, autor przewodnika po Górach Świętokrzyskich Sylwester Kowalczewski, kustosz Muzeum Regionalnego w Kielcach. Opiekowała się powstałym z jej inicjatywy w 1925 roku samorządem szkolnym, który nosił nazwę Bratnia Pomoc.
Pasjonatka Ziemi Kieleckiej, od początku lat dwudziestych XX wieku angażowała się w działalność zarządu Oddziału Polskiego Towarzystwa Krajoznawczego w Kielcach. Pełniła funkcję prezeski oddziału – w 1928-1929 i 1931 roku. Przygotowywała odczyty, prelekcje i wystawy. Z ramienia PTK uczestniczyła w pracach społecznego komitetu, którego celem była restauracja pałacu biskupów krakowskich w Kielcach. Ściśle współpracowała z Tadeuszem Szymonem Włoszkiem – kustoszem muzeum regionalnego PTK – pomagała mu m.in. w przygotowaniu wystawy z okazji setnej rocznicy wybuchu powstania styczniowego. Wspólnie z Edmundem Padechowiczem zorganizowała wystawę Pokaz książki polskiej. Zainicjowała wytyczenie w Górach Świętokrzyskich pierwszego szlaku turystycznego. Była członkinią Wojewódzkiego Komitetu Turystyki w Kielcach.
Należała do inicjatorów utworzenia Towarzystwa Miłośników Sztuki, którego statut uchwalono w 1922 roku. W Towarzystwie działała sekcja plastyczna, muzyczna, propagowania pieśniarstwa, organizowano odczyty i koncerty.
Publikowała liczne artykuły dotyczące krajoznawstwa w Gazecie Kieleckiej i w roczniku Ziemia – czasopiśmie PTK, nie tylko o Kielcach i Górach Świętokrzyskich, ale także o wschodnich rubieżach II Rzeczpospolitej czy Tatrach. Autorka lub współautorka publikacji o Ziemi Kieleckiej.
W 1933 roku przeszła na emeryturę. Przeniosła się do Warszawy, gdzie zmarła. W najnowszym artykule dotyczącym Marty Hubickiej w czasopiśmie PTTK „Ziemia 2024” historyk i kronikarz kieleckiego krajoznawstwa Andrzej Rembalski podaje datę śmierci 21 grudnia 1935, powołując się na akt zgonu. We wcześniejszych publikacjach błędnie podawano, że zmarła w 1936 roku. „Ś. p. Marta Hubicka ukochała ziemię Kielecką jej piękno i historię i pozostawiła pamiątkę po sobie w postaci pięknych monografii o naszej ziemi, i zasłużyła sobie na wdzięczną pamięć społeczeństwa Kieleckiego” – napisano w nekrologu w Gazecie Kieleckiej. Mimo to jej imieniem nie nazwano żadnej ulicy w Kielcach, ani szlaku w Górach Świętokrzyskich, nie ma też tablicy pamiątkowej.
Odznaczona tytułem Członkini Honorowej Polskiego Towarzystwa Krajoznawczego.
W kolekcji sztuki współczesnej Muzeum Narodowego w Kielcach znajduje się olejny portret Marty Hubickiej autorstwa Henryka Czarneckiego.

## Publikacje
- Kielce. Szkic dziejowy w XI-XVIII, odbitka z Gazety Kieleckiej, 1920
- Ktokolwiek będziesz w nowogródzkiej stronie, Ziemia, R. 10, 1925, nr 10–12, s. 226–238.
- Z kraju młodości Żeromskiego, Miejsce zostało to samo (Ludzie bezdomni), Ziemia, R. 12, 1927, nr 5, s. 66–71.
- Wierna Rzeka, Ziemia, R. 12, 1927, nr 8, s. 120–123.
- W Puszczy Jodłowej, Ziemia, R. 12, 1927, nr 22, s. 451–454.
- Kraina Stefana Żeromskiego. Opisy i obrazy, w. Teka Świętokrzyska, 1928 (wspólnie z Edmundem Massalskim)
- Okopy św. Trójcy, Ziemia, R. 14, 1929, nr 2, s. 24–27.
- Wycieczka do Chocimia, Ziemia, R. 14, 1929, nr 11, s. 175–178.
- Szkoła Akademiczno-Górnicza w Kielcach (1816–1827) z ilustracjami, [w:] Stanisław Staszic MDCCCLV–MDCCCXXVI, Księga zbiorowa pod redakcją Z. Kukulskiego, Lublin 1928, s. 271–282.
- Moja pierwsza wycieczka w Tatry, Ziemia, R. 16, 1931, nr 23–24, s. 373–377.
- Antiquam exquirite matrem. Pradawnej poszukaj macierzy, Ziemia, R. 17, 1932, nr 6, s. 175–177.